# Szomáliak
A szomáliak egy népcsoport Északkelet-Afrikában, Szomália államalkotó nemzetisége. Ezen kívül főleg Etiópia, Jemen, Kenya és Dzsibuti területén élnek, utóbbi országban a lakosság 40%-át adják. Számuk világszerte 15-17 millió, ebből 58% él az anyaországban, 30% pedig Etiópiában, elsősorban Szomália szövetségi államban.

## Történet

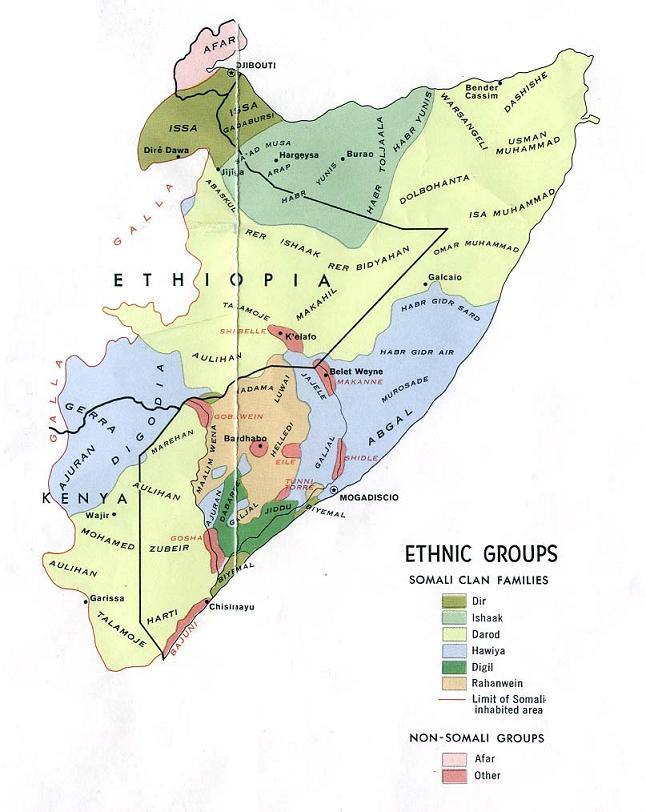
Szomália klánok

A szomáliak elődei élénk kereskedelmi kapcsolatban álltak az ókor más kultúráival, Egyiptommal, Mükénével, Föníciával és Babilonnal. Fő  termékeik a tömjén, a mirha és a fűszerek voltak. Az egyiptomiak által Punt földjének nevezett terület a mai Szomália északi partvidéke, melynek lakói jelentős szerepet játszottak a szomáli nép kialakulásában.
A klasszikus ókor során városállamok (Opone, Masyllo, Malao) harcoltak a dél-arábiai szábeusok, a pártusok vagy az Akszúmi Királyság ellen a görög-római területekkel folytatott kereskedelem ellenőrzéséért.
A 7. századtól az Arábiában élő szomáliak, kereskedők, tengerészek között elterjedt az iszlám, majd nekik és a Szomáliába menekült araboknak köszönhetően az egész népesség áttért az új hitre. Újabb városállamok virágoztak fel (Mogadishu, Berbera, Zeila, Barawa, Merka), közülük is a kelet-afrikai aranykereskedelmet irányító Mogadishu emelkedett ki.
A 14-18. század legjelentősebb államalakulatai a Ajurán Birodalom, az Etiópiát is legyőző Adal Szultánság és az Ománt is megadóztató Gobroon dinasztia állama voltak.
A 19. század végén megjelentek a gyarmatosító szándékú európaiak, akik ellen Mohamed Abdullah Hasszán dervis (1856-1920) vezetésével egy komoly ellenállási mozgalom bontakozott ki. Négy alkalommal szorították vissza a briteket a tengerparti régiókba. A dervis államot az Oszmán és a Német Birodalom is elismerte, és az első világháború előtt az egyetlen független muszlim állam volt Afrikában. 
A britek végül csak 1920-ban, a főváros légi bombázása után foglalták el és tették protektorátussá. A szomáli szultánok feletti olasz uralom is csak 1927-től vált ténylegessé, és 1941-ben a brit katonai igazgatás váltotta fel. 
A két terület 1960-ban egyesült független országgá, és céljává tette az összes szomáli egyesítését (pánszomálizmus). Ez az eszme vezetett az Etiópia ellen vívott ogadeni háborúhoz, melyben Szomália vereséget szenvedett, s fel kellett adnia a szomáliak egy államban való egyesítésének tervét. Az 1991 óta tartó szomáliai polgárháború miatt nagyon sokan hagyták el az anyaországot és menekültek a Közel-Keletre, Európába vagy Észak-Amerikába.

## Vallás
A szomáliak túlnyomó többségben az iszlám szunnita ágát követik, kisebb arányban sííták is vannak közöttük. 
A vallásnak nagyon jelentős szerepe van a kulturális életben, különösen az oktatásban. Az iszlám elterjedése előtt  Északkelet-Afrikában az oromók, és a szomáliak egy Waaqeffanna néven ismert egyistenhívő vallást gyakoroltak, a vallás istenét Waaqa-nak nevezték.

## Nyelv
A szomáli nyelv az afroázsiai nyelvcsalád kusita ágába tartozik. Közeli rokonai az afar és az oromo nyelvek. Világszerte kb. 13 millióan beszélik, elsősorban Szomáliában, Etiópiában, Dzsibutiban, Jemenben és Kenyában. Három nyelvjárása az északi, a benaadir és a maay. A nyelv leírására elsősorban a latinból származó szomáli ábécét használják, mely 1972 óta Szomália hivatalos írása. A latin betűs írás mellett három egyedi ábécét dolgoztak ki az idők során a nyelv leírására: osmanya, borama, kaddare.

## Klánok
A szomáli társadalom ma is a klánrendszeren alapul, melynek kulturális és politikai jelentősége is óriási. A klánba tartozás apai ágon öröklődik, a nagyobb klánok további alklánokra, azok esetleg kisebb csoportokra oszlanak.
A legnagyobb klánok, részarányuk és lakóhelyük:
- Hadiye (25%): Szomália középső területei Mogadishuval, Kenya északkeleti része, Etiópia déli területei
- Darod (20%): Szomália északkeleti és déli része, Etiópia keleti területei, Kenya északkeleti része
- Isaaq (22%): Szomália északnyugati része
- Rahanweyn (17%): Szomália középső-nyugati része
- Dir (7%): Dzsibuti, Szomália északnyugati csücske
- Digil (3%): Szomália középső-déli része

## Fordítás
- Ez a szócikk részben vagy egészben  a   Somali people című angol Wikipédia-szócikk fordításán alapul.  Az eredeti cikk szerkesztőit annak laptörténete sorolja fel. Ez a jelzés csupán a megfogalmazás eredetét és a szerzői jogokat jelzi, nem szolgál a cikkben szereplő információk forrásmegjelöléseként.